# Східна Шельда
Східна Шельда (нід. Oosterschelde, Остерсхелде) — колишній естуарій річки Шельда, розташований на південному заході Нідерландів, в провінції Зеландія. На початок ХХІ сторіччя в акваторії затоки, наполовину закритої від моря дамбою, створено національний парк.

## Історія та географія
За часів Римської імперії Східна Шельда була основним гирлом Шельди. До повені святого Фелікса в 1530 році Шельда текла на північ від східного краю Західної Шельди, трохи повертала на захід у міста Берген-оп-Зом, потім огинає з півночі згодом затоплені землі Реймерсвалу і лише потім розширювалася в естуарій. Пізніше деяку частину цієї землі відновили, залишивши тільки вузький канал Крекрак, який з плином часу замулився і перестав бути судноплавним. У 1903 році через Крекрак прокладено насип залізниці, з'єднавши острів Зейд-Бевеланд з материком, що призвело до ізоляції Східної Шельди від самої річки. Згодом Західну і Східну Шельди з'єднав канал, який пройшов по межі громад Капелле і Реймерсвал провінції Зеландія, а також шлюз в північній частині дамби Устердам (Oesterdam), яка відділяє Шельда-Рейн-канал від колишнього естуарію.
Центральна частина колишнього естуарію з'єднана через Кетен з рукавом Краммер (дельта Рейну) з півночі і з колишньою протокою, нині затокою Вергат з півдня. По центру Східної Шельди проходить Зеландський міст (найдовший міст в Нідерландах), що з'єднує Схаувен-Дейвеланд і Норд-Бевеланд. Острови, розташовані по краях Східної Шельди: Схаувен-Дейвеланд і Толен з півночі та Норд-Бевеланд і Зейд-Бевеланд з півдня.

## Дамба і штормовий бар'єр

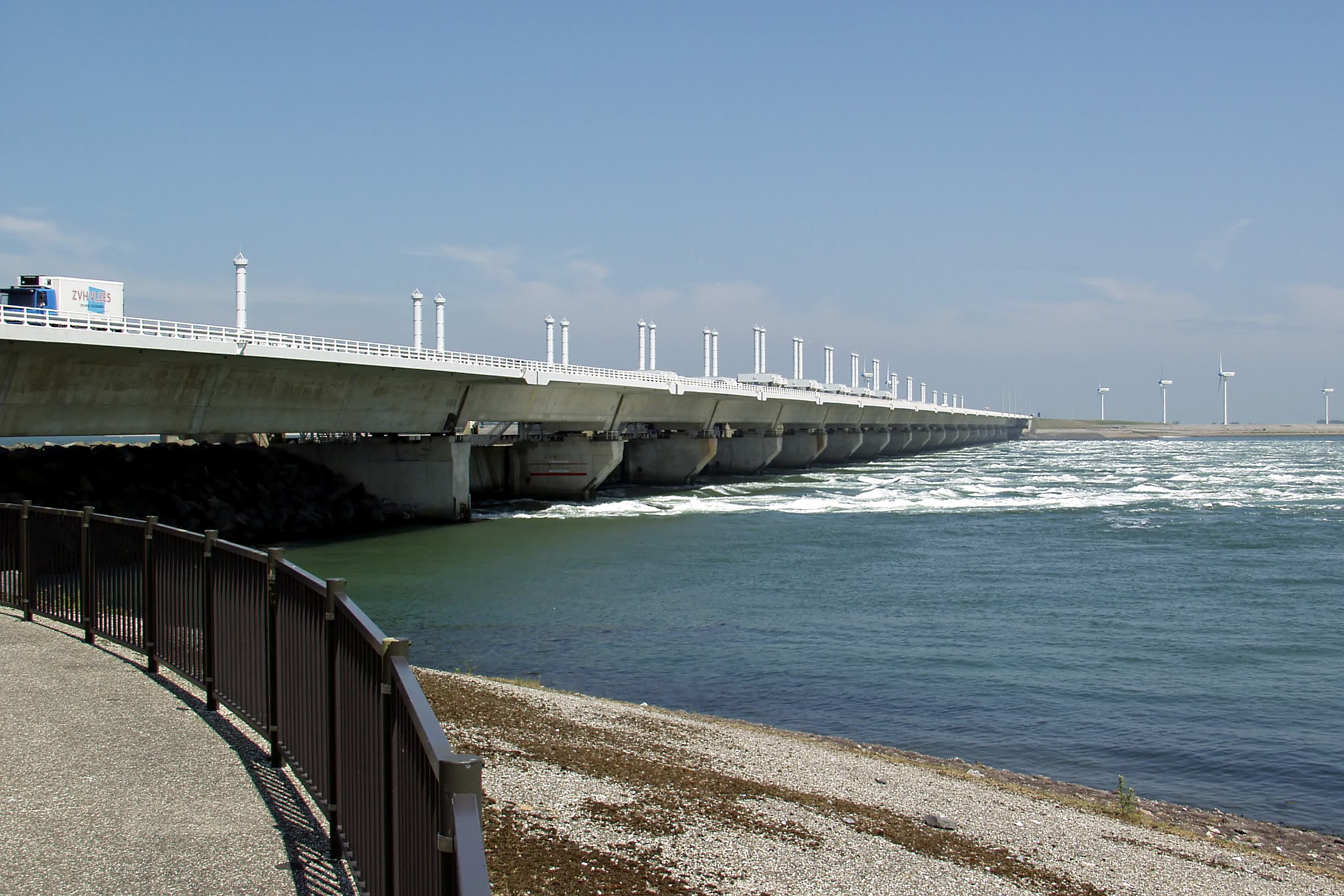
Штормовий бар'єр Східної Шельди

Після повені 1953 року було прийнято рішення відгородити Східну Шельду дамбою, повністю закривши її від моря. У 1967 році почалося зведення трьох штучних островів. Проте у такому варіанті колишній естуарій перетворився б на прісноводне озеро, що повністю б перекроїло його екосистему. Під тиском захисників навколишнього середовища, а також рибалок дамба закінчена не була. Якби Східна Шельда була б перекрита сильно постраждала б і місцева риболовецька галузь. Риболовля завжди була найбільшим джерелом доходу для таких сіл як Ірсеке і Брейніссе, в яких люди займалися розведенням устриць з 1870 року.
Для того, щоб залишити Східну Шельду відкритою потрібно було або звести 150 км дамб що зміцнюють береги або, як і було вирішено в 1975 році, звести штормовий бар'єр. В результаті був побудований Остерсхельдекерінг («штормовий бар'єр Східної Шельди») — найбільше спорудження проекту «Дельта», метою якого є захист від повеней нідерландських земель. Чотирикілометрова секція дамби має величезні шлюзові механізми, зазвичай відкриті, але закриваються при несприятливих погодних умовах.
По завершенні будівництва бар'єру в 1986 році потік води зменшився і висота припливу знизилася з 3,4 м до 3,25 м. У результаті цього піщані берега не поповнюються новими відкладеннями і повільно еродують.

## Національний парк
Вся Східна Шельда 8 травня 2002 була виділена в національний парк Остерсхелде. Це найбільший національний парк в Нідерландах, його загальна площа становить 370 км², сумарна довжина берега — 125 км.
Парк в основному складається з солоних вод Східної Шельди, але також включає кілька грязьових ділянок, луків і мілин. Парк популярний серед любителів дайвінгу завдяки великій різноманітності морської живності — тут мешкає 70 видів риб, 140 видів водних рослин і водоростей, 350 видів тварин, що живуть у воді і 500—600 видів поруч з нею. Серед інших розваг — плавання під вітрилом, рибаловля і спостереження за птахами.